# Carlos Tomada

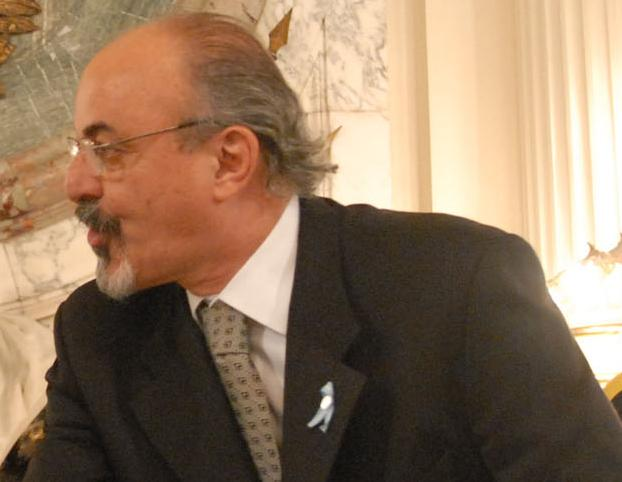
Carlos Tomada

Carlos Alfonso Tomada (Buenos Aires, 4 de maio de 1948) é um político da Argentina, que ocupa o Ministério de Trabalho, Emprego e Segurança Social. Foi nomeado em seu cargo pelo ex-presidente Néstor Kirchner, e foi mantido no cargo pela presidenta Cristina Fernández.